# NGC 3943
NGC 3943 ist eine Galaxie vom Hubble-Typ S im Sternbild Löwe, die schätzungsweise 290 Millionen Lichtjahre von der Milchstraße entfernt ist.
Die Galaxie wurde am 27. April 1865 von dem Astronomen Heinrich d’Arrest entdeckt.